# Арпа
Арпа́ (Восточный Арпачай; арм. Արփա, азерб. Arpaçay) — горная река в Армении и Нахичеванской АР (Азербайджан), левый приток Аракса. Длина 128 км, площадь бассейна 2630 км².
Берёт начало на склонах Зангезурского хребта. Протекает по узкому и глубокому ущелью, в среднем течении долина расширяется, переходя в нижнем течении в равнину. Основное питание снеговыми и дождевыми водами.
Используется для орошения, на реке построен ряд ГЭС (Арпачайская ГЭС, строится ГЭС «Арпачай-2»), Кечутское и Арпачайское водохранилища. Сооружен тоннель длиной 48 км для переброски вод Арпы в озеро Севан.
На реке расположены города Джермук, Вайк и Ехегнадзор.
С Арпой отождествляется упоминаемая в Армянской географии VII века река Artawnkn. Существует гипотеза о происхождении названия реки Арпа от тюркского арпа «ячмень».

## Галерея

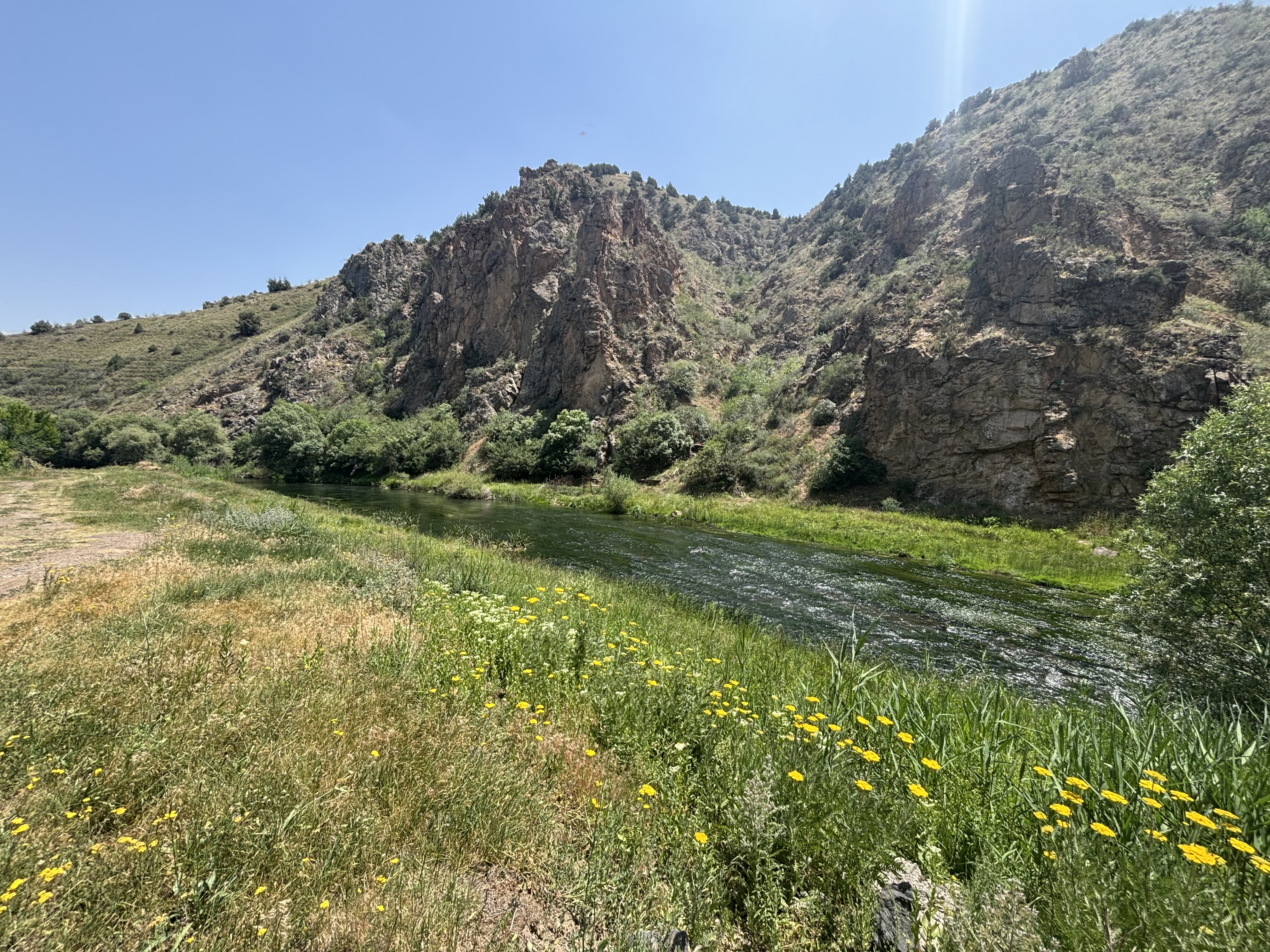
В районе села Вайк
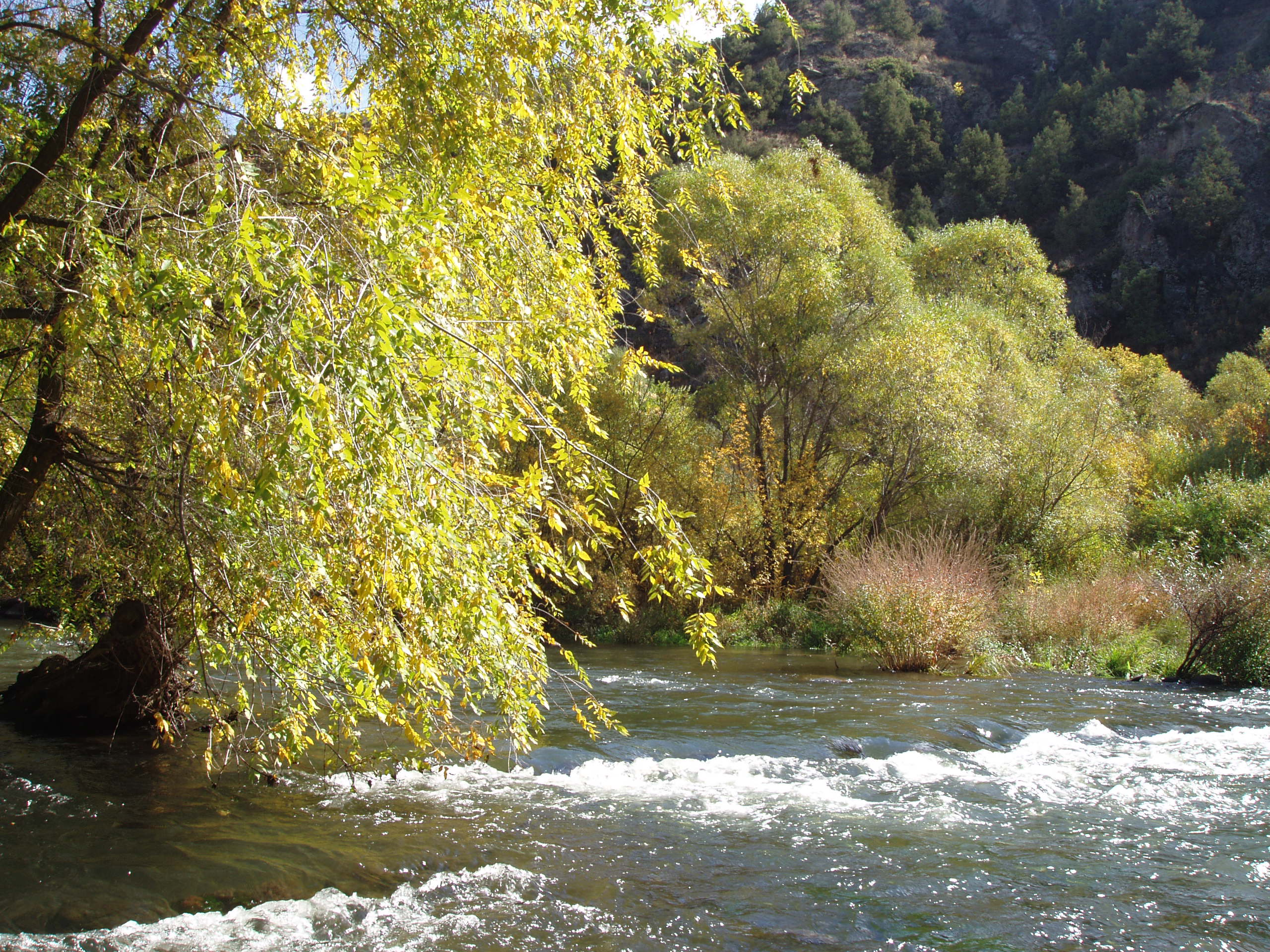
Арпа на территории Армении
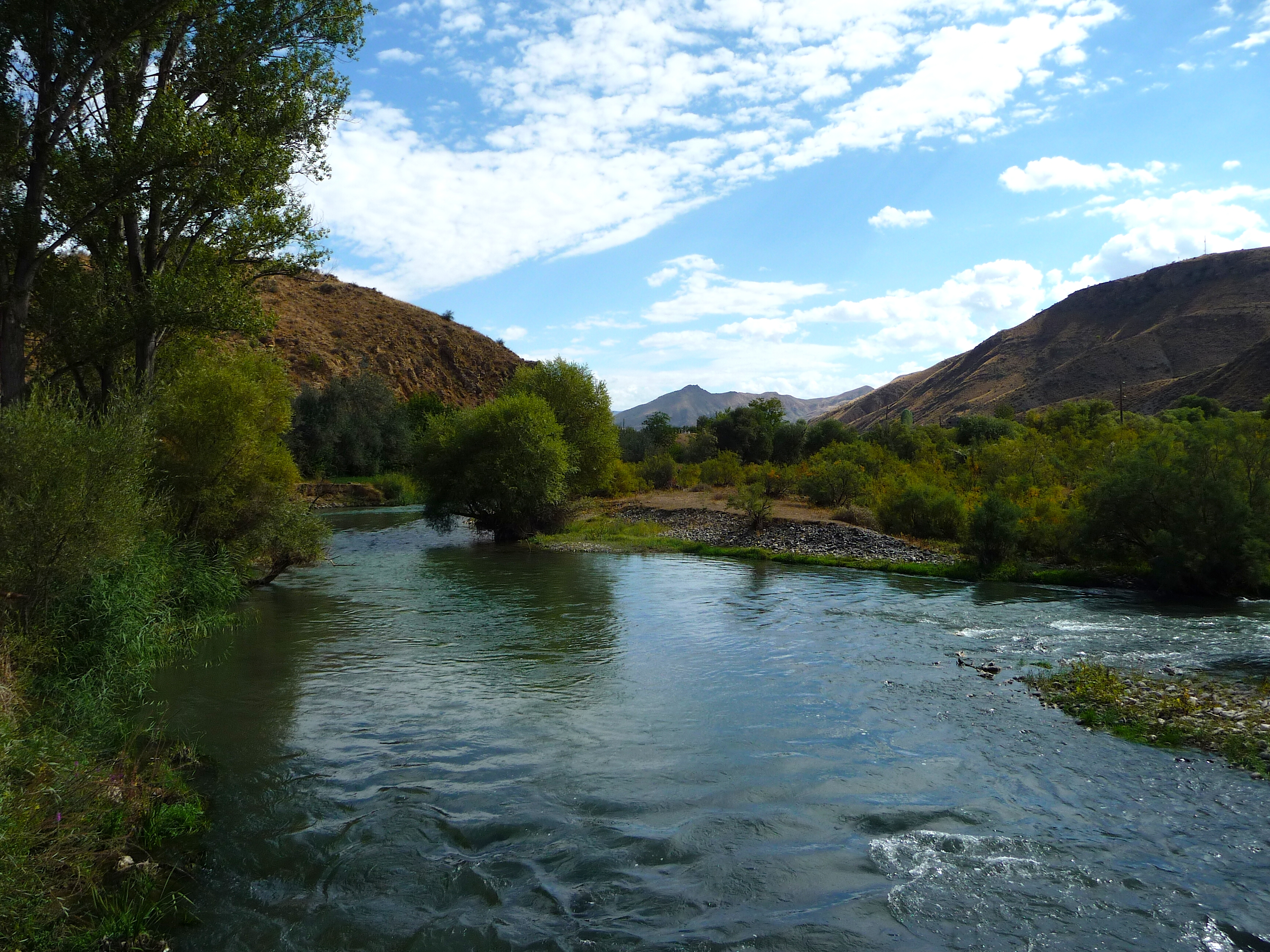
Арпа на территории Армении
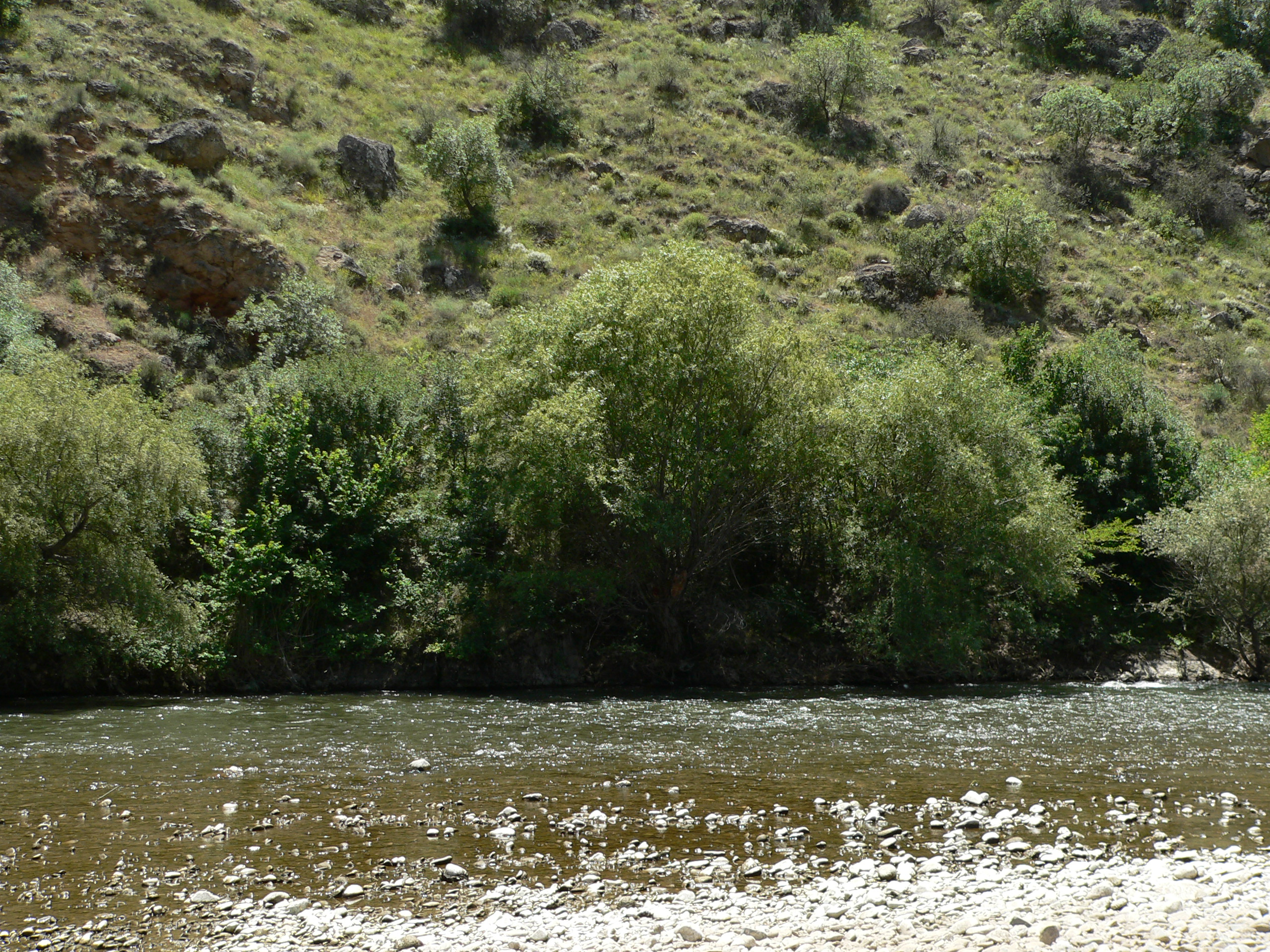
Арпа на территории Армении, у города Ехегнадзор